# Chinatown Charlie
Chinatown Charlie è un film muto del 1928 diretto da Charles Hines. Il soggetto di Owen Davis venne sceneggiato da Roland Asher e John Grey, con le didascalie di Paul Perez. Prodotto da C.C. Burr per la sua casa di produzione e distribuito dalla First National Pictures, il film aveva come protagonista Johnny Hines. Tra gli altri interpreti, Louise Lorraine, un'attrice che, nel 1922, era stata una delle vincitrici del concorso WAMPAS Baby Stars. Nel ruolo del mandarino, Sôjin Kamiyama, un attore giapponese, popolare caratterista del cinema hollywoodiano in ruoli da orientale, e Anna May Wong, considerata la prima diva asiatica di Hollywood.

## Trama
Nella Chinatown di New York, Charlie, che fa la guida a un gruppo di turisti, tenta di proteggere una ragazza del gruppo dall'aggressione di un banda di teppisti che vuole rubarle l'anello, che si reputa dotato di poteri soprannaturali. Charlie riuscirà a salvare la giovane dopo la fuga dal palazzo di un mandarino dove alcuni acrobati formano una catena umana che attraversa la via, unendo i due lati della strada sopra il livello del suolo.

## Produzione
Le riprese del film, prodotto dalla C.C. Burr Productions Inc., iniziarono - secondo dati riportati dalla produzione - il 27 dicembre 1927.

## Distribuzione
Il copyright del film, richiesto dalla First National Pictures, Inc., fu registrato il 27 dicembre 1927 con il numero LP25091.
Distribuito dalla First National Pictures, il film uscì nelle sale cinematografiche statunitensi il 15 aprile 1928. In Brasile, uscì con il titolo Vendo o China.
Non si conoscono copie complete della pellicola che si ritiene presumibilmente perduta; all'UCLA Film and Television Archive di Los Angeles, ne esistono dei frammenti in nitrato 35 mm.